# Marie-Charlotte de Balzac d'Entragues
Marie-Charlotte de Balzac d'Entragues (1588 - 1664), paní de Breux, dcera Marie Touchet a Françoise de Balzac d'Entragues, sestra Catherine Henriette de Balzac d'Entragues, byla milenkou francouzského krále Jindřicha IV., s nímž měla poměr v letech 1605 až 1609. Její starší sestra Catherine Henriette de Balzac d'Entragues byla také milenkou Jindřicha IV. Její starší sestře však král písemně slíbil, že pakliže mu do roka porodí syna, tak se s ní ožení.

## Život
Provdala se za Françoise de Bassompierre, maršála Francie. Spolu měli syna Louise de Bassompierre (1610-1676), biskupa ze Saintes. Byla majitelkou zámku château de Chemault. Po své smrti dne 29. července 1664 byla pohřbena v kostele Saint-Paul v Paříži .